# 니콜라스 요하너스 디데리흐스

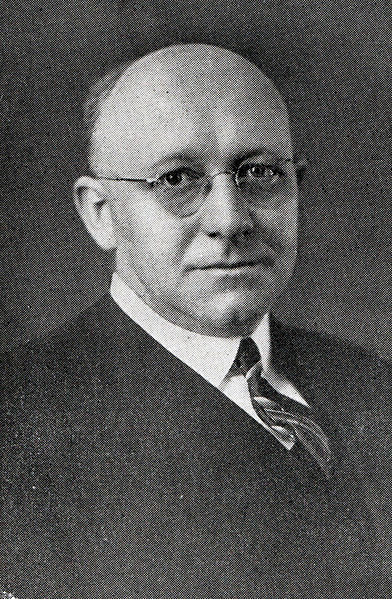

니콜라스 요하너스 디데리흐스(아프리칸스어: Nicolaas Johannes Diederichs, 1903년 11월 17일 ~ 1978년 8월 21일)은 남아프리카 공화국의 제3대 대통령이다.
국민당에서 1953년부터 1975년까지 의원으로 일했고, 1975년 4월 19일 남아공 대통령직에 취임했다. 1978년 심장마비로 사망하였다.

## 정치 경력
1953년부터 1975년까지 국회의원을 지냈다. 1958년부터 1967년까지 경제부 장관을, 1961년부터 1964년까지 광산부 장관을, 1967년부터 1975년까지 재무부 장관을 지냈다. 후자의 자격으로 그는 '미스터 골드'라고 알려지게 되었다. 1975년부터 1978년 8월 21일 케이프타운에서 짧은 병후 심장마비로 사망할 때까지 남아프리카 공화국의 초대 총장을 지냈다.

## 교육과 경력
1921년부터 1925년까지 그레이 대학교를 다녔으며, 네덜란드 윤리학 학사 및 석사 학위를 취득했다. 경제학자로서 그는 뮌헨, 쾰른, 베를린의 대학을 다녔으며, 라이덴 대학교에서 박사학위를 받았다. 남아프리카 공화국에서 경력을 재개한 후 그는 강사가 되었고 후에 오렌지 자유국주 대학교의 정치학과 철학 교수가 되었다. 1930년대와 1940년대에 그는 아프리카너 민족주의자들의 두드러진 인물이 되었다. 그는 아프리카인들의 경제적 행복을 증진시키기 위해 레딩스다드본드 기구를 설립했다.

## 역대 선거 결과
| 선거명      | 직책명                     | 대수 | 정당   | 득표율   | 득표수 | 결과 | 당락 |
| ----------- | -------------------------- | ---- | ------ | -------- | ------ | ---- | ---- |
| 1975년 선거 | 남아프리카 공화국의 대통령 | 3대  | 국민당 | 단독후보 | 무투표 | 1위  |      |